# Élections cantonales de 1992 en Martinique
Les élections cantonales ont eu lieu les 22 et 29 mars 1992.
Lors de ces élections, 23 des 45 cantons de la Martinique ont été renouvelés. Elles ont vu l'élection de la majorité PPM dirigée par Claude Lise, succédant à Émile Maurice président RPR du conseil général depuis 1970.

## Résultats à l’échelle du département
Répartition départementale des résultats (2e tour).
- EXG (2,2 %)
- PS (21,8 %)
- Majorité (49,06 %)
- RPR (2,53 %)
- UDF (3,76 %)
- DVD (20,64 %)

| Étiquette      | Étiquette                          | Premier tour | Premier tour | Second tour | Second tour | Sièges |
| Étiquette      | Étiquette                          | Voix         | %            | Voix        | %           | Sièges |
| -------------- | ---------------------------------- | ------------ | ------------ | ----------- | ----------- | ------ |
|                | Majorité présidentielle            | 25 375       | 37,63        | 11 819      | 49,06       | 9      |
|                | Extrême gauche                     | 8 766        | 13,00        | 531         | 2,20        | 1      |
|                | Parti socialiste                   | 7 915        | 11,74        | 5 252       | 21,80       | 3      |
|                | Parti communiste français          | 2 910        | 4,32         |             |             | 1      |
| Gauche         | Gauche                             | 44 966       | 66,69        | 17 602      | 73,06       | 14     |
|                |                                    |              |              |             |             |        |
|                | Divers droite                      | 17 194       | 25,50        | 4 972       | 20,64       | 6      |
|                | Rassemblement pour la République   | 4 580        | 6,79         | 610         | 2,53        | 2      |
|                | Union pour la démocratie française | 697          | 1,03         | 905         | 3,76        | 1      |
| Droite         | Droite                             | 22 471       | 33,32        | 6 487       | 26,93       | 9      |
|                |                                    |              |              |             |             |        |
| Inscrits       | Inscrits                           | 125 206      | 100,00       | 51 359      | 100,00      |        |
| Abstention     | Abstention                         | 50 096       | 40,01        | 25 908      | 50,44       |        |
| Votants        | Votants                            | 75 110       | 59,99        | 25 451      | 49,56       |        |
| Blancs et nuls | Blancs et nuls                     | 7 673        | 10,22        | 1 362       | 5,35        |        |
| Exprimés       | Exprimés                           | 67 437       | 89,78        | 24 089      | 94,65       |        |

## Résultats par canton

### Canton de Ducos
| Candidats      | Candidats                   | Étiquette      | Premier tour | Premier tour | Second tour | Second tour |
| Candidats      | Candidats                   | Étiquette      | Voix         | %            | Voix        | %           |
| -------------- | --------------------------- | -------------- | ------------ | ------------ | ----------- | ----------- |
|                | Maurice Louis-Joseph-Dogue* | PS             | 1 805        | 49,30        | 1 945       | 58,69       |
|                | Elie Cilla                  | PS             | 718          | 19,61        | 1 369       | 41,31       |
|                | Philippe Petit              | DVD            | 624          | 17,04        |             |             |
|                | Vincent Maximin Tartare     | PS             | 163          | 4,45         |             |             |
|                | Marcel Lienafa              | EXG            | 153          | 4,18         |             |             |
|                |                             |                |              |              |             |             |
| Inscrits       | Inscrits                    | Inscrits       | 6 579        | 100,00       | 6 579       | 100,00      |
| Abstention     | Abstention                  | Abstention     | 2 466        | 37,48        | 3 028       | 46,03       |
| Votants        | Votants                     | Votants        | 4 113        | 62,52        | 3 551       | 53,97       |
| Blancs et nuls | Blancs et nuls              | Blancs et nuls | 452          | 10,99        | 237         | 6,67        |
| Exprimés       | Exprimés                    | Exprimés       | 3 661        | 89,01        | 3 314       | 93,33       |

*sortant

### Canton de Fort-de-France-3
| Candidats      | Candidats             | Étiquette      | Premier tour | Premier tour | Second tour | Second tour |
| Candidats      | Candidats             | Étiquette      | Voix         | %            | Voix        | %           |
| -------------- | --------------------- | -------------- | ------------ | ------------ | ----------- | ----------- |
|                | Miguel Laventure*     | UDF            | 697          | 38,09        | 905         | 54,98       |
|                | Renaud de Grandmaison | PS             | 668          | 36,50        | 741         | 45,02       |
|                | Jean Crusol           | PS             | 254          | 13,88        |             |             |
|                | Alex Ursulet          | RPR            | 124          | 6,78         |             |             |
|                | Hilaire Fortune       | PS             | 87           | 4,75         |             |             |
|                |                       |                |              |              |             |             |
| Inscrits       | Inscrits              | Inscrits       | 4 473        | 100,00       | 4 474       | 100,00      |
| Abstention     | Abstention            | Abstention     | 2 438        | 54,50        | 2 768       | 61,87       |
| Votants        | Votants               | Votants        | 2 035        | 45,50        | 1 706       | 38,13       |
| Blancs et nuls | Blancs et nuls        | Blancs et nuls | 205          | 10,07        | 60          | 3,52        |
| Exprimés       | Exprimés              | Exprimés       | 1 830        | 89,93        | 1 646       | 96,48       |

*sortant

### Canton de Fort-de-France-4
| Candidats      | Candidats       | Étiquette      | Premier tour | Premier tour | Second tour | Second tour |
| Candidats      | Candidats       | Étiquette      | Voix         | %            | Voix        | %           |
| -------------- | --------------- | -------------- | ------------ | ------------ | ----------- | ----------- |
|                | Emile Nabeti*   | PS             | 862          | 43,65        | 711         | 60,61       |
|                | Gratian Joachim | PS             | 269          | 13,62        | 462         | 39,39       |
|                | Serge Merlini   | DVD            | 260          | 13,16        |             |             |
|                | Gustave Montout | DVD            | 202          | 10,23        |             |             |
|                | Michel Michalon | EXG            | 167          | 8,46         |             |             |
|                | Michel Jobello  | PS             | 85           | 4,30         |             |             |
|                | Eugène Decaille | DVD            | 85           | 4,30         |             |             |
|                |                 |                |              |              |             |             |
| Inscrits       | Inscrits        | Inscrits       | 4 839        | 100,00       | 4 836       | 100,00      |
| Abstention     | Abstention      | Abstention     | 2 524        | 52,16        | 3 552       | 73,45       |
| Votants        | Votants         | Votants        | 2 315        | 47,84        | 1 284       | 26,55       |
| Blancs et nuls | Blancs et nuls  | Blancs et nuls | 340          | 14,69        | 111         | 8,64        |
| Exprimés       | Exprimés        | Exprimés       | 1 975        | 85,31        | 1 173       | 91,36       |

*sortant

### Canton de Fort-de-France-6
| Candidats      | Candidats         | Étiquette      | Premier tour | Premier tour | Second tour | Second tour |
| Candidats      | Candidats         | Étiquette      | Voix         | %            | Voix        | %           |
| -------------- | ----------------- | -------------- | ------------ | ------------ | ----------- | ----------- |
|                | Serge Lechimy     | PS             | 1 624        | 50,02        | 1 601       | 75,09       |
|                | Rolande Carole    | EXG            | 297          | 9,15         | 531         | 24,91       |
|                | Théodore Tally    | PS             | 289          | 8,90         |             |             |
|                | Sévère Negouai    | EXG            | 285          | 8,78         |             |             |
|                | Georges Surena    | DVD            | 272          | 8,38         |             |             |
|                | Darc Alie         | DVD            | 161          | 4,96         |             |             |
|                | Raymond Bellerose | PS             | 157          | 4,84         |             |             |
|                | Raymond Philocles | DVD            | 88           | 2,71         |             |             |
|                | Violetta Malmain  | PS             | 74           | 2,28         |             |             |
|                |                   |                |              |              |             |             |
| Inscrits       | Inscrits          | Inscrits       | 7 738        | 100,00       | 7 655       | 100,00      |
| Abstention     | Abstention        | Abstention     | 3 702        | 47,84        | 5 301       | 69,25       |
| Votants        | Votants           | Votants        | 4 036        | 52,16        | 2 354       | 30,75       |
| Blancs et nuls | Blancs et nuls    | Blancs et nuls | 789          | 19,55        | 222         | 9,43        |
| Exprimés       | Exprimés          | Exprimés       | 3 247        | 80,45        | 2 132       | 90,57       |

### Canton de Fort-de-France-8
| Candidats      | Candidats             | Étiquette      | Premier tour | Premier tour |
| Candidats      | Candidats             | Étiquette      | Voix         | %            |
| -------------- | --------------------- | -------------- | ------------ | ------------ |
|                | Jean-Claude Duverger* | PS             | 2 248        | 68,43        |
|                | Marie-Louise Bauche   | DVD            | 654          | 19,91        |
|                | Raymonde Tereau       | EXG            | 383          | 11,66        |
|                |                       |                |              |              |
| Inscrits       | Inscrits              | Inscrits       | 8 102        | 100,00       |
| Abstention     | Abstention            | Abstention     | 4 040        | 49,86        |
| Votants        | Votants               | Votants        | 4 062        | 50,14        |
| Blancs et nuls | Blancs et nuls        | Blancs et nuls | 777          | 19,13        |
| Exprimés       | Exprimés              | Exprimés       | 3 285        | 80,87        |

*sortant

### Canton de Fort-de-France-9
| Candidats      | Candidats                  | Étiquette      | Premier tour | Premier tour | Second tour | Second tour |
| Candidats      | Candidats                  | Étiquette      | Voix         | %            | Voix        | %           |
| -------------- | -------------------------- | -------------- | ------------ | ------------ | ----------- | ----------- |
|                | Maurice Montézume*         | PS             | 682          | 26,50        | 891         | 45,37       |
|                | Yves Joseph                | PS             | 677          | 26,30        | 1 073       | 54,63       |
|                | Marie-Gabrielle Marguerite | DVD            | 331          | 12,86        |             |             |
|                | Jacques Napoly             | PS             | 248          | 9,63         |             |             |
|                | Gilbert Pago               | EXG            | 205          | 7,96         |             |             |
|                | Charles Conconne           | PS             | 190          | 7,38         |             |             |
|                | Patrick Dore               | EXG            | 158          | 6,14         |             |             |
|                | Roger Legretard            | PS             | 52           | 2,02         |             |             |
|                | Christian Dachir           | PS             | 31           | 1,20         |             |             |
|                |                            |                |              |              |             |             |
| Inscrits       | Inscrits                   | Inscrits       | 5 562        | 100,00       | 5 562       | 100,00      |
| Abstention     | Abstention                 | Abstention     | 2 520        | 45,31        | 3 410       | 61,31       |
| Votants        | Votants                    | Votants        | 3 042        | 54,69        | 2 152       | 38,69       |
| Blancs et nuls | Blancs et nuls             | Blancs et nuls | 468          | 15,38        | 188         | 8,74        |
| Exprimés       | Exprimés                   | Exprimés       | 2 574        | 84,62        | 1 964       | 91,26       |

*sortant

### Canton du François-2-Sud
| Candidats      | Candidats         | Étiquette      | Premier tour | Premier tour | Second tour | Second tour |
| Candidats      | Candidats         | Étiquette      | Voix         | %            | Voix        | %           |
| -------------- | ----------------- | -------------- | ------------ | ------------ | ----------- | ----------- |
|                | Ernest Wan Ajouhu | PS             | 1 194        | 41,07        | 1 247       | 39,23       |
|                | Victor Grandin    | PS             | 914          | 31,44        | 1 286       | 40,45       |
|                | Nicolas Jumontier | DVD            | 799          | 27,49        | 646         | 20,32       |
|                |                   |                |              |              |             |             |
| Inscrits       | Inscrits          | Inscrits       | 5 559        | 100,00       | 5 556       | 100,00      |
| Abstention     | Abstention        | Abstention     | 2 295        | 41,28        | 2 227       | 40,08       |
| Votants        | Votants           | Votants        | 3 264        | 58,72        | 3 329       | 59,92       |
| Blancs et nuls | Blancs et nuls    | Blancs et nuls | 357          | 10,94        | 150         | 4,51        |
| Exprimés       | Exprimés          | Exprimés       | 2 907        | 89,06        | 3 179       | 95,49       |

### Canton du Lamentin-2
| Candidats      | Candidats      | Étiquette      | Premier tour | Premier tour |
| Candidats      | Candidats      | Étiquette      | Voix         | %            |
| -------------- | -------------- | -------------- | ------------ | ------------ |
|                | Pierre Samot*  | PCF            | 2 498        | 87,37        |
|                | Henry Coridon  | DVD            | 215          | 7,52         |
|                | Hugues Billar  | DVD            | 146          | 5,11         |
|                |                |                |              |              |
| Inscrits       | Inscrits       | Inscrits       | 4 831        | 100,00       |
| Abstention     | Abstention     | Abstention     | 1 628        | 33,70        |
| Votants        | Votants        | Votants        | 3 203        | 66,30        |
| Blancs et nuls | Blancs et nuls | Blancs et nuls | 344          | 10,74        |
| Exprimés       | Exprimés       | Exprimés       | 2 859        | 89,26        |

*sortant

### Canton du Lorrain
| Candidats      | Candidats              | Étiquette      | Premier tour | Premier tour | Second tour | Second tour |
| Candidats      | Candidats              | Étiquette      | Voix         | %            | Voix        | %           |
| -------------- | ---------------------- | -------------- | ------------ | ------------ | ----------- | ----------- |
|                | Félicité Maniry        | DVD            | 1 457        | 41,58        | 1 773       | 46,26       |
|                | Siméon Salpetrier      | PS             | 1 306        | 37,27        | 2 060       | 53,74       |
|                | Hugues Sarpon          | PS             | 286          | 8,16         |             |             |
|                | Marthe Carole Cledelin | PS             | 219          | 6,25         |             |             |
|                | Hector Allaguy Salachy | PS             | 207          | 5,91         |             |             |
|                | Jacques Onier          | PS             | 29           | 0,83         |             |             |
|                |                        |                |              |              |             |             |
| Inscrits       | Inscrits               | Inscrits       | 5 558        | 100,00       | 5 557       | 100,00      |
| Abstention     | Abstention             | Abstention     | 1 701        | 30,60        | 1 606       | 28,90       |
| Votants        | Votants                | Votants        | 3 857        | 69,40        | 3 951       | 71,10       |
| Blancs et nuls | Blancs et nuls         | Blancs et nuls | 353          | 9,15         | 118         | 2,99        |
| Exprimés       | Exprimés               | Exprimés       | 3 504        | 90,85        | 3 833       | 97,01       |

### Canton de Macouba
| Candidats      | Candidats           | Étiquette      | Premier tour | Premier tour | Second tour | Second tour |
| Candidats      | Candidats           | Étiquette      | Voix         | %            | Voix        | %           |
| -------------- | ------------------- | -------------- | ------------ | ------------ | ----------- | ----------- |
|                | Sainte-Rose Cakin   | RPR            | 507          | 32,17        | 610         | 36,05       |
|                | Philippe Leopoldie  | DVD            | 458          | 29,06        | 528         | 31,21       |
|                | Gobert Marchotiteri | PS             | 260          | 16,50        | 549         | 32,45       |
|                | Julien Troc         | PS             | 221          | 14,02        | 5           | 0,30        |
|                | Pierre Travailleur  | PCF            | 115          | 7,30         |             |             |
|                | Guinette Boulinval  | PS             | 15           | 0,95         |             |             |
|                |                     |                |              |              |             |             |
| Inscrits       | Inscrits            | Inscrits       | 2 210        | 100,00       | 2 186       | 100,00      |
| Abstention     | Abstention          | Abstention     | 586          | 26,52        | 480         | 21,96       |
| Votants        | Votants             | Votants        | 1 624        | 73,48        | 1 706       | 78,04       |
| Blancs et nuls | Blancs et nuls      | Blancs et nuls | 48           | 2,96         | 14          | 0,82        |
| Exprimés       | Exprimés            | Exprimés       | 1 576        | 97,04        | 1 692       | 99,18       |

### Canton du Marigot
| Candidats      | Candidats       | Étiquette      | Premier tour | Premier tour |
| Candidats      | Candidats       | Étiquette      | Voix         | %            |
| -------------- | --------------- | -------------- | ------------ | ------------ |
|                | Michel Renard*  | DVD            | 1 045        | 68,17        |
|                | Frantz Michalon | PS             | 488          | 31,83        |
|                |                 |                |              |              |
| Inscrits       | Inscrits        | Inscrits       | 2 432        | 100,00       |
| Abstention     | Abstention      | Abstention     | 743          | 30,55        |
| Votants        | Votants         | Votants        | 1 689        | 69,45        |
| Blancs et nuls | Blancs et nuls  | Blancs et nuls | 156          | 9,24         |
| Exprimés       | Exprimés        | Exprimés       | 1 533        | 90,76        |

*sortant

### Canton du Prêcheur
| Candidats      | Candidats       | Étiquette      | Premier tour | Premier tour |
| Candidats      | Candidats       | Étiquette      | Voix         | %            |
| -------------- | --------------- | -------------- | ------------ | ------------ |
|                | Jules Clemente* | DVD            | 605          | 59,61        |
|                | Jean Abrosi     | PS             | 397          | 39,11        |
|                | Emile Martial   | DVD            | 13           | 1,28         |
|                | Philippe Dodin  | PS             | 0            | 0,00         |
|                |                 |                |              |              |
| Inscrits       | Inscrits        | Inscrits       | 1 409        | 100,00       |
| Abstention     | Abstention      | Abstention     | 358          | 25,41        |
| Votants        | Votants         | Votants        | 1 051        | 74,59        |
| Blancs et nuls | Blancs et nuls  | Blancs et nuls | 36           | 3,43         |
| Exprimés       | Exprimés        | Exprimés       | 1 015        | 96,57        |

*sortant

### Canton de Rivière-Pilote
| Candidats      | Candidats                 | Étiquette      | Premier tour | Premier tour |
| Candidats      | Candidats                 | Étiquette      | Voix         | %            |
| -------------- | ------------------------- | -------------- | ------------ | ------------ |
|                | Alfred Marie-Jeanne*      | EXG            | 5 365        | 92,07        |
|                | Georges Pastel            | PS             | 315          | 5,41         |
|                | Anne-André Corzani Euzèbe | DVD            | 147          | 2,52         |
|                |                           |                |              |              |
| Inscrits       | Inscrits                  | Inscrits       | 8 482        | 100,00       |
| Abstention     | Abstention                | Abstention     | 2 435        | 28,71        |
| Votants        | Votants                   | Votants        | 6 047        | 71,29        |
| Blancs et nuls | Blancs et nuls            | Blancs et nuls | 220          | 3,64         |
| Exprimés       | Exprimés                  | Exprimés       | 5 827        | 96,36        |

*sortant

### Canton de Rivière-Salée
| Candidats      | Candidats         | Étiquette      | Premier tour | Premier tour |
| Candidats      | Candidats         | Étiquette      | Voix         | %            |
| -------------- | ----------------- | -------------- | ------------ | ------------ |
|                | André Lesieur     | DVD            | 1 916        | 53,84        |
|                | Marcel Monlouis   | PS             | 1 227        | 34,48        |
|                | Vincent Duville   | EXG            | 370          | 10,40        |
|                | Paul-Pierre Elise | PS             | 46           | 1,29         |
|                |                   |                |              |              |
| Inscrits       | Inscrits          | Inscrits       | 5 943        | 100,00       |
| Abstention     | Abstention        | Abstention     | 2 142        | 36,04        |
| Votants        | Votants           | Votants        | 3 801        | 63,96        |
| Blancs et nuls | Blancs et nuls    | Blancs et nuls | 242          | 6,37         |
| Exprimés       | Exprimés          | Exprimés       | 3 559        | 93,63        |

### Canton du Robert-1
| Candidats      | Candidats         | Étiquette      | Premier tour | Premier tour | Second tour | Second tour |
| Candidats      | Candidats         | Étiquette      | Voix         | %            | Voix        | %           |
| -------------- | ----------------- | -------------- | ------------ | ------------ | ----------- | ----------- |
|                | Edouard de Lépine | PS             | 1 691        | 47,41        | 2 094       | 58,52       |
|                | Emmanuel Lucien*  | DVD            | 1 192        | 33,42        | 1 484       | 41,48       |
|                | Léon Seveur       | EXG            | 315          | 8,83         |             |             |
|                | Emile Capgras     | PCF            | 297          | 8,33         |             |             |
|                | Alex Foucade      | PS             | 72           | 2,02         |             |             |
|                |                   |                |              |              |             |             |
| Inscrits       | Inscrits          | Inscrits       | 6 102        | 100,00       | 6 102       | 100,00      |
| Abstention     | Abstention        | Abstention     | 2 032        | 33,30        | 2 319       | 38,00       |
| Votants        | Votants           | Votants        | 4 070        | 66,70        | 3 783       | 62,00       |
| Blancs et nuls | Blancs et nuls    | Blancs et nuls | 503          | 12,36        | 205         | 5,42        |
| Exprimés       | Exprimés          | Exprimés       | 3 567        | 87,64        | 3 578       | 94,58       |

*sortant

### Canton du Robert-2
| Candidats      | Candidats      | Étiquette      | Premier tour | Premier tour |
| Candidats      | Candidats      | Étiquette      | Voix         | %            |
| -------------- | -------------- | -------------- | ------------ | ------------ |
|                | Alex Monthieux | DVD            | 1 649        | 54,07        |
|                | Belfort Birota | PS             | 1 220        | 40,00        |
|                | Omer Luzier    | EXG            | 181          | 5,93         |
|                |                |                |              |              |
| Inscrits       | Inscrits       | Inscrits       | 4 982        | 100,00       |
| Abstention     | Abstention     | Abstention     | 1 627        | 32,66        |
| Votants        | Votants        | Votants        | 3 355        | 67,34        |
| Blancs et nuls | Blancs et nuls | Blancs et nuls | 305          | 9,09         |
| Exprimés       | Exprimés       | Exprimés       | 3 050        | 90,91        |

### Canton de Sainte-Marie-1
| Candidats      | Candidats               | Étiquette      | Premier tour | Premier tour |
| Candidats      | Candidats               | Étiquette      | Voix         | %            |
| -------------- | ----------------------- | -------------- | ------------ | ------------ |
|                | François Renard*        | PS             | 2 106        | 70,13        |
|                | Edith Maximin Capitaine | RPR            | 698          | 23,24        |
|                | Liliane Grandin         | DVD            | 154          | 5,13         |
|                | Christian Florentiny    | PS             | 45           | 1,50         |
|                |                         |                |              |              |
| Inscrits       | Inscrits                | Inscrits       | 5 813        | 100,00       |
| Abstention     | Abstention              | Abstention     | 2 381        | 40,96        |
| Votants        | Votants                 | Votants        | 3 432        | 59,04        |
| Blancs et nuls | Blancs et nuls          | Blancs et nuls | 429          | 12,50        |
| Exprimés       | Exprimés                | Exprimés       | 3 003        | 87,50        |

*sortant

### Canton de Sainte-Marie-2
| Candidats      | Candidats         | Étiquette      | Premier tour | Premier tour |
| Candidats      | Candidats         | Étiquette      | Voix         | %            |
| -------------- | ----------------- | -------------- | ------------ | ------------ |
|                | Bernard Jeanne*   | PS             | 2 269        | 56,29        |
|                | Marcel Belfroy    | RPR            | 1 184        | 29,37        |
|                | Francois Marliacy | PS             | 431          | 10,69        |
|                | Dominique Diser   | DVD            | 147          | 3,65         |
|                |                   |                |              |              |
| Inscrits       | Inscrits          | Inscrits       | 7 878        | 100,00       |
| Abstention     | Abstention        | Abstention     | 3 253        | 41,29        |
| Votants        | Votants           | Votants        | 4 625        | 58,71        |
| Blancs et nuls | Blancs et nuls    | Blancs et nuls | 594          | 12,84        |
| Exprimés       | Exprimés          | Exprimés       | 4 031        | 87,16        |

*sortant

### Canton de Schœlcher-1
| Candidats      | Candidats          | Étiquette      | Premier tour | Premier tour |
| Candidats      | Candidats          | Étiquette      | Voix         | %            |
| -------------- | ------------------ | -------------- | ------------ | ------------ |
|                | Alfred Almont*     | RPR            | 1 647        | 68,88        |
|                | Philippe Saint Cyr | PS             | 666          | 27,85        |
|                | Jacob Paller       | PS             | 78           | 3,26         |
|                |                    |                |              |              |
| Inscrits       | Inscrits           | Inscrits       | 5 089        | 100,00       |
| Abstention     | Abstention         | Abstention     | 2 469        | 48,52        |
| Votants        | Votants            | Votants        | 2 620        | 51,48        |
| Blancs et nuls | Blancs et nuls     | Blancs et nuls | 229          | 8,74         |
| Exprimés       | Exprimés           | Exprimés       | 2 391        | 91,26        |

*sortant

### Canton de Schœlcher-2
| Candidats      | Candidats             | Étiquette      | Premier tour | Premier tour |
| Candidats      | Candidats             | Étiquette      | Voix         | %            |
| -------------- | --------------------- | -------------- | ------------ | ------------ |
|                | Jean-Baptiste Moléon* | DVD            | 1 360        | 57,85        |
|                | Yves Sicot            | PS             | 298          | 12,68        |
|                | Alfred Maitrel        | EXG            | 293          | 12,46        |
|                | Sylvain Bolinos       | EXG            | 204          | 8,68         |
|                | Sarah-Yves Belizaire  | RPR            | 157          | 6,68         |
|                | Serge Aurelie         | PS             | 39           | 1,66         |
|                |                       |                |              |              |
| Inscrits       | Inscrits              | Inscrits       | 4 886        | 100,00       |
| Abstention     | Abstention            | Abstention     | 2 264        | 46,34        |
| Votants        | Votants               | Votants        | 2 622        | 53,66        |
| Blancs et nuls | Blancs et nuls        | Blancs et nuls | 271          | 10,34        |
| Exprimés       | Exprimés              | Exprimés       | 2 351        | 89,66        |

*sortant

### Canton de La Trinité
| Candidats      | Candidats              | Étiquette      | Premier tour | Premier tour |
| Candidats      | Candidats              | Étiquette      | Voix         | %            |
| -------------- | ---------------------- | -------------- | ------------ | ------------ |
|                | Louis-Joseph Manscour* | PS             | 2 190        | 55,88        |
|                | Max Cleoron            | PS             | 1 120        | 28,58        |
|                | Edgard Lesmeda         | DVD            | 544          | 13,88        |
|                | Georges Vignon         | RPR            | 65           | 1,66         |
|                |                        |                |              |              |
| Inscrits       | Inscrits               | Inscrits       | 7 628        | 100,00       |
| Abstention     | Abstention             | Abstention     | 3 392        | 44,47        |
| Votants        | Votants                | Votants        | 4 236        | 55,53        |
| Blancs et nuls | Blancs et nuls         | Blancs et nuls | 317          | 7,48         |
| Exprimés       | Exprimés               | Exprimés       | 3 919        | 92,52        |

*sortant

### Canton des Trois-Îlets
| Candidats      | Candidats         | Étiquette      | Premier tour | Premier tour | Second tour | Second tour |
| Candidats      | Candidats         | Étiquette      | Voix         | %            | Voix        | %           |
| -------------- | ----------------- | -------------- | ------------ | ------------ | ----------- | ----------- |
|                | Serge Pain*       | PS             | 822          | 49,02        | 1 037       | 65,72       |
|                | Batien Dedeyne    | DVD            | 425          | 25,34        | 541         | 34,28       |
|                | Pierre N'Guela    | EXG            | 213          | 12,70        |             |             |
|                | André René Corail | EXG            | 132          | 7,87         |             |             |
|                | Guy Berniac       | PS             | 70           | 4,17         |             |             |
|                | Richard Marton    | PS             | 15           | 0,89         |             |             |
|                |                   |                |              |              |             |             |
| Inscrits       | Inscrits          | Inscrits       | 2 852        | 100,00       | 2 852       | 100,00      |
| Abstention     | Abstention        | Abstention     | 1 076        | 37,73        | 1 217       | 42,67       |
| Votants        | Votants           | Votants        | 1 776        | 62,27        | 1 635       | 57,33       |
| Blancs et nuls | Blancs et nuls    | Blancs et nuls | 99           | 5,57         | 57          | 3,49        |
| Exprimés       | Exprimés          | Exprimés       | 1 677        | 94,43        | 1 578       | 96,51       |

*sortant

### Canton du Vauclin
| Candidats      | Candidats        | Étiquette      | Premier tour | Premier tour |
| Candidats      | Candidats        | Étiquette      | Voix         | %            |
| -------------- | ---------------- | -------------- | ------------ | ------------ |
|                | Yves Juston*     | DVD            | 2 050        | 50,05        |
|                | Raymond Occolier | PS             | 1 851        | 45,19        |
|                | Frantz Zozor     | DVD            | 44           | 1,07         |
|                |                  |                |              |              |
| Inscrits       | Inscrits         | Inscrits       | 6 259        | 100,00       |
| Abstention     | Abstention       | Abstention     | 2 024        | 32,34        |
| Votants        | Votants          | Votants        | 4 235        | 67,66        |
| Blancs et nuls | Blancs et nuls   | Blancs et nuls | 139          | 3,28         |
| Exprimés       | Exprimés         | Exprimés       | 4 096        | 96,72        |

*sortant